# Alexei Ogrintchouk
Alexei Ogrintchouk (Russisch: Алексей Леонидович Огринчук, Aleksej Leonidovitsj Ogrintsjoek) (Moskou, 31 december 1978) is een Russische hoboïst en dirigent, werkzaam in Nederland als eerste hoboïst van het Koninklijk Concertgebouworkest en docent aan het Koninklijk Conservatorium in Den Haag. Met ingang van het seizoen 2023-2024 is hij benoemd tot chef-dirigent van het symfonieorkest Phion. 

## Carrière

### Hoboïst
Alexei Ogrintchouk studeerde aan de Gnessin Staatsacademie voor Muziek en later aan het Conservatoire de Paris bij Maurice Bourgue, Jacques Tys en Jean-Louis Capezzali. 
Vanaf zijn dertiende gaf hij concerten in Rusland, Japan en Europa. Op 20-jarige leeftijd werd hij benoemd tot solo-hoboïst van het Rotterdams Philharmonisch Orkest onder chef-dirigent Valeri Gergiev. Vanaf 2005 heeft hij deze positie bij het Koninklijk Concertgebouworkest. 
Hij speelde soloconcerten onder leiding van Mariss Jansons, Valery Gergiev, Gennady Rozhdestvensky, Seiji Ozawa, Kent Nagano, Sir Andrew Davis, Daniel Harding, Jaap van Zweden en Kees Bakels en met het Concertgebouworkest, het Royal Philharmonic Orchestra, de orkesten van het Bolsjoj- en Mariinskitheater, Orchestra dell'Accademia Nazionale di Santa Cecilia, alle BBC-orkesten, het Nationaal Orkest van België. het Rotterdams Philharmonisch Orkest en de Radio Kamer Filharmonie. 
Als kamermusicus speelde hij in het Théâtre du Châtelet, het Théâtre des Champs-Élysées, de Cité de la Musique, het auditorium van het Louvre in Parijs, het Concertgebouw (Amsterdam), de Wiener Musikverein, de Royal Albert Hall en Wigmore Hall in Londen en Carnegie Hall in New York. Hij was te gast bij de BBC Proms, de festivals van Colmar, Lockenhaus, Verbier, Luzern, Cortona, Berliner Festspiele en het Edinburgh Festival. Hij speelde met onder anderen Gidon Kremer, Radu Lupu, Thomas Quasthoff, Mischa Maisky, Vladimir Spivakov, Yuri Bashmet, Jean-Yves Thibaudet, Maurice Bourgue, Sarah Chang, Tabea Zimmermann, Julian Rachlin en Sergio Azzolini.
Ogrintchouk werd benoemd tot opvolger van Maurice Bourgue als docent hobo aan de Haute École de Musique de Genève vanaf september 2011. Daarnaast was hij 'visiting professor' aan de Royal Academy of Music in Londen vanaf 2001, docent aan de Musikene in San Sebastian vanaf 2009 en aan het Haagse Koninklijk Conservatorium vanaf 2010. Hij gaf masterclasses aan de Pablo Casals Chamber Music Academy in Prades, de Mahler Academy in Ferrara, de Cursos de Verano in Bilbao, de Academie Musicale de Villecroze en de Weimar International Masterclass.

### Dirigent
Hoewel Ogrintchouk geen formele opleiding orkestdirectie heeft, kreeg hij naast zijn werk als hoboïst groeiende waardering als dirigent. Met ingang van het seizoen 2023-2024 is hij benoemd tot chef-dirigent van Phion, Orkest van Gelderland en Overijssel met een initieel contract voor drie jaar.

## Opnamen
Zijn eerste cd met de werken voor hobo van Robert Schumann verscheen bij Harmonia Mundi. Hij name verder muziek op van Beethoven, Britten, Skalkottas, Mozart (met het Concertgebouw Kamerorkest) en Bach. In 2020 nam hij voor BIS een cd op als dirigent, met als solist Bram van Sambeek in de fagotconcerten van Mozart, Weber en Du Puy.

## Prijzen en onderscheidingen
- 1997 Eerste prijs CIEM-concours, Genève
- 1999 European Juventus Prize
- 2002 Victoires de la Musique Classique
- 2005 BBC New Generation Artist
- 2007 Borletti Buitoni Trust Award